# Nelson Navarro
Nelson Genaro Navarro (Curaçao, 19 januari 1949) is een Curaçaose advocaat en voormalig politicus. Hij was minister van Justitie van Curaçao in de kabinetten Hodge, Asjes, Whiteman I en Whiteman II.

## Leven en werk
Navarro doorliep de middelbare school aan het Radulphus College in Willemstad, waar hij in 1967 zijn hbs-b diploma behaalde. In 1976 behaalde hij zijn doctoraal Nederlands recht met studierichting bedrijfsrecht aan de Universiteit Leiden. Hij begon hij zijn carrière in landsoverheidsdienst als juridische medewerker bij het Centraal Bureau voor Juridische en Algemene Zaken (CBJAZ); hier was hij waarnemend hoofd van 1982 tot 1987. Na een jaar als advocaat bij een advocatenmaatschap in Amsterdam keerde hij terug op Curaçao, waar hij de functie van hoofd CBJAZ combineerde met die van hoofd Bureau Industriële Eigendom. In 1991 stapte hij weer over naar de advocatuur en trad vervolgens ook op als landsadvocaat. Navarro werd in 1993 partner in de advocatenmaatschap Halley & Blaauw, die Halley, Blaauw & Navarro ging heten en ging in 2005 verder als HBN Law.
Door de jaren heen heeft Navarro tal van nevenfuncties bekleed, waaronder deken van de Curaçaose Orde van Advocaten, docent Antilliaans staats- en bestuursrecht aan de Universiteit van Curaçao en lid van de Raad van Commissarissen van de Centrale Bank van Curaçao en Sint Maarten.

### Politieke loopbaan
In 2004 is Navarro medeoprichter en politiek leider van de politieke partij Forsa Kòrsou (FK). Bij de verkiezingen in 2006 werd hij gekozen tot lid van de Staten van de Nederlandse Antillen. Na de ontbinding van de Nederlandse Antillen in 2010 keerde Navarro terug naar zijn werk als advocaat. Op 31 december 2012 trad hij op voordracht van de partij PAIS aan als minister van Justitie in het kabinet-Hodge. Na het aftreden van het kabinet bleef hij namens PAIS als minister van Justitie aan in de opeenvolgende kabinetten Asjes, Whiteman I en Whiteman II. Onder kabinet Asjes had Navarro zijn ontslag aan bij de Staten van Curaçao aangeboden nadat een verdachte in het moordonderzoek rond Helmin Wiels zichzelf van het leven had beroofd in een politiecellencomplex gelegen in Barber. De verdachte was dagen daarvoor overgeplaatst uit het streng bewaakte Marinekazerne Suffisant. Na het afleggen van een verklaring aan de Staten behield Navarro zijn positie. In 2014 verklaarde hij nogmaals af te treden zodra de zaken Magnus en Maximus zijn opgelost. In 2016 werd bekend dat Navarro op 8 februari 2015 koffie met rattengif erin had gedronken terwijl hij in het regeringsgebouw Fort Amsterdam was. De hoeveelheid gif was niet voldoende om dodelijk te zijn. Eerder werd melding gedaan dat Navarro door Venezolaanse huurmoordenaars zou worden vermoord terwijl hij een carnavalsoptocht bijwoonde. Navarro was gewaarschuwd en woonde de optocht niet bij. Navarro nam als lijstduwer op de PAIS-lijst deel aan de verkiezingen van 30 september 2016; de partij verloor hierbij echter al haar statenzetels. Op 23 december 2016 trad Navarro af als minister en trok zich hierna terug uit de actieve politiek.

### Privéleven
Navarro is broer van Leslie Navarro (1945-1992), een prominente DP-politicus en voormalig minister van de Nederlandse Antillen. Hij is gehuwd en heeft vijf kinderen. 